# 너무 한낮의 연애
《너무 한낮의 연애》는 2018년 10월 5일에 방영한 《KBS 드라마 스페셜 2018》 시리즌 중 네 번째 작품으로, 2016년 제7회 젊은작가상 대상을 수상한 김금희 작가의 동명 소설을 원작으로 하고 있다.

## 줄거리
19년 전 연애라고 하기에도, 연애가 아니라고 하기에도 묘한 관계를 가진 남녀가 우연히 재회하면서 벌어지는 이야기.

## 등장 인물

### 주요 인물
- 최강희 : 김양희 역 - 연극 연출가
- 고준 : 이필용 역 - 대기업 시설관리부 사원
- 박세완 : 1999년 시절의 대학생 김양희 역
- 전성우 : 1999년 시절의 대학생 이필용 역

### 주변 인물
- 김주헌 : 김형석 역 - 유명 연극 평론가
- 길해연 : 필용의 어머니 역 - 국수가게 운영 (특별출연)
- 이원근 : 아르바이트생 역 - 1999년 양희와 필용이 자주 만나던 햄버거 가게 아르바이트생 (특별출연)

### 그 외 인물
- 임성미
- 윤성원
- 김경일
- 전병욱
- 김도빈
- 최유진
- 김유정
- 김대환

### 특별출연
- 김민상
- 우미화
- 이유준
- 정영기
- 이재원

## 시청률
- 전국 시청률 : 1.6%[1]